# 杜育霖
杜育霖，為民視電視公司業務部行銷專員，曾客串演出我的老師叫小賀邱天泉一角，2015年入選中華台北泰拳代表隊出戰兩岸四地泰拳錦標賽。
身高175公分、體重60-66公斤之間(隨比賽狀況調整)、體脂平常維持11-12%左右，比賽時會降到8%。

## 電視劇演出
- 我的老師叫小賀 飾 邱天泉

## 廣告演出
娘家滴雞精電視CF

娘家明亮優視益生菌電視CF

## 賽事主持
2018猛龍過江職業技擊爭霸賽

## 生涯戰績
2014第五屆業餘泰拳錦標賽63.5kg季軍

2015第五屆wako踢拳道全國錦標賽低踢63.5kg冠軍

2015第一屆T-1菁英盃踢拳擊63.5kg冠軍

2015第六屆業餘泰拳錦標賽63.5kg季軍

2015第四屆T-1菁英盃泰拳63.5kg優勝

2015兩岸四地國際泰拳邀請賽63.5kg中華台北代表隊

2015兩岸四地國際泰拳邀請賽63.5kg亞軍

2015第七屆wako全國踢拳道錦標賽低踢63.5kg亞軍

2017K-1業餘錦標賽60kg台灣代表隊

2017K-1業餘日本一錦標賽60kg16強

2017第十二屆wako全國踢拳道錦標賽低踢63.5kg亞軍

2017鵬城武林功夫者擂台爭霸賽第8戰65kg優勝

2018鵬城武林兩岸四地爭霸賽第10戰65kg優勝

## 記者經歷
- 中天新聞台新聞採訪記者
- 三立新聞台新聞採訪記者